# Chocianów
Chocianów (en allemand Kotzenau) est une ville de Pologne, située dans l'ouest du pays, dans la voïvodie de Basse-Silésie. Elle est le chef-lieu de la gmina de Chocianów, dans le powiat de Polkowice.

## Histoire
De 1742 à 1945, Kotzenau fait partie de l'arrondissement de Lüben dans le district de Liegnitz au sein de la province de Silésie.